# Pyromaniac Love Story
Pour plus de détails, voir Fiche technique et Distribution.
Pyromaniac Love Story (A Pyromaniac's Love Story) est un film américain réalisé par Joshua Brand en 1995.

## Synopsis
Un pâtissier est impliqué dans une affaire d'incendie criminel, et se voit offrir un pot-de-vin, à la condition de plaider coupable de l'incendie qui a détruit son lieu de travail.

## Fiche technique
- Titre : Pyromaniac Love Story
- Titre original : A Pyromaniac's Love Story
- Scénario et réalisation : Joshua Brand
- Production : Mark Gordon, Barbara Kelly et Allison Lyon Segan
- Musique : Rachel Portman
- Photographie : John Schwartzmann
- Montage : David Rosenbloom
- Société de production : Hollywood Pictures
- Société de distribution : Buena Vista Home Entertainment
- Pays d'origine :  États-Unis
- Langue : anglais
- Format : Couleur 35 mm
- Genre : Comédie romantique
- Durée : 94 min
- Date de sortie : 1995

## Distribution
- William Baldwin : Garet
- John Leguizamo : Sergio
- Sadie Frost : Hattie
- Erika Eleniak : Stephanie
- Michael Lerner : Perry
- Joan Plowright : Mrs. Linzer
- Armin Mueller-Stahl : Mr. Linzer
- Mike Starr : Sgt. Zikowski